# Podróże z Herodotem
Podróże z Herodotem – dzieło autobiograficzne, napisane przez reportażystę Ryszarda Kapuścińskiego, wydane w 2004.
W książce tej autor porównuje swe podróże po Azji i Afryce z przygodami starożytnego kronikarza Herodota.
Autor opisuje swoje wrażenia związane z poznawaniem obcych kultur. Prowadzi dywagacje i często przytacza zabawne lub ciekawe anegdoty ze swoich eskapad oraz Dziejów Herodota.